# Estadi Municipal de Poznań
L'Estadi Municipal de Poznań (en polonès: Stadion Miejski w Poznaniu) és l'estadi de futbol municipal principal de Poznań, Polònia. Principalment acull partits de futbol, atès que és la seu del KKS Lech Poznań. Fou construït el 1980 amb una capacitat de 17.000 espectadors.
El 2002 començà un procés de renovació que va consistir en la reconstrucció gairebé total de l'estadi, i va ampliar-ne la capacitat, passant de 17.000 seients a 45.830, tots coberts. La renovació es deu que Poznań és una de les ciutats seus del Campionat d'Europa de futbol 2012.

## Característiques

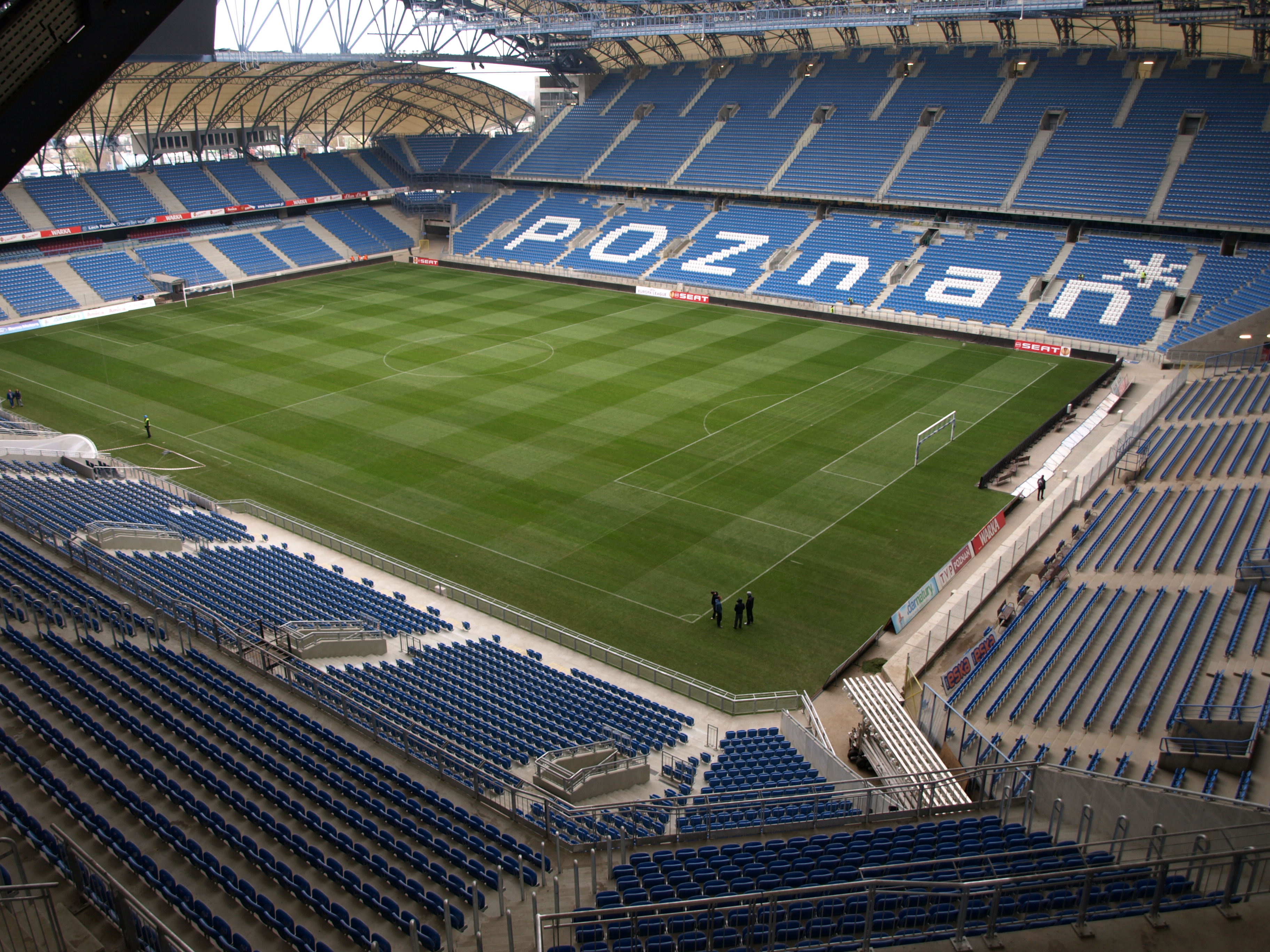
Interior de l'Estadi Municipal de Poznań.

L'estadi es troba al centre de la ciutat de Poznań, prop de les dues avingudes principals de la ciutat. Després de la renovació és un dels estadis més grans del país eslau, i rep la catalogació d'estadi d'elit per part de la UEFA.